# Christine Nairn
Christine Marie Nairn (* 25. September 1990 in Annapolis, Maryland) ist eine US-amerikanische Fußballspielerin, die seit der Saison 2019 bei den Houston Dash in der National Women’s Soccer League unter Vertrag steht.

## Karriere
In der Saison 2011 spielte Nairn beim W-League-Teilnehmer D.C. United Women, im Folgejahr bei ASA Chesapeake Charge in der WPSL Elite. Nairn wurde Anfang 2013 beim College-Draft zur neugegründeten NWSL an Position sieben vom Seattle Reign FC verpflichtet. Ihr Ligadebüt gab sie am 14. April 2013 gegen die Chicago Red Stars, in diesem Spiel erzielte sie auch ihren ersten Treffer in der NWSL. Zur Saison 2014 wechselte sie zum Ligakonkurrenten Washington Spirit und von dort im September auf Leihbasis bis zum Jahresende weiter zum australischen Erstligisten Melbourne Victory. Nach zwei weiteren Jahren in Washington kehrte Nairn zur Saison 2017 für ein Jahr zum Seattle Reign FC zurück.

### Nationalmannschaft
Nairn durchlief seit der U-16 alle Nachwuchsauswahlen des US-amerikanischen Fußballverbandes. Mit der U-20 gewann sie die Weltmeisterschaft 2008 und lief dort in allen sechs Spielen ihrer Mannschaft auf. Im Jahr 2009 kam sie zu zwei Einsätzen in der US-amerikanischen A-Nationalmannschaft, Gegner war in beiden Partien die Nationalmannschaft Kanadas.